# Степаненко Сергій Миколайович
Сергі́й Микола́йович Степаненко (нар. 21 жовтня 1954) — український еколог, ректор Одеського державного екологічного університету, доктор фізико-математичних наук, професор.

## Біографічні відомості
Народився 21 жовтня 1954 року у м. Бахмач Чернігівської області. Закінчив в Одеську середню школу № 33, де навчався з вересня 1962 по червень 1972 року. З вересня 1972 по червень 1977 року навчався в Одеському гідрометеорологічному інституті на метеорологічному факультеті, спеціальність «метеорологія». Отримав диплом про вищу освіту з відзнакою та кваліфікацію «інженер-метеоролог». З липня по жовтень 1977 року працював старшим лаборантом кафедри теоретичної метеорології та метеорологічних прогнозів Одеського гідрометеорологічного інституту. В жовтні 1977 року поступив до очної аспірантури Одеського гідрометеорологічного інституту. З листопада 1977 по травень 1979 року проходив дійсну службу у лавах Збройних Сил СРСР. З червня 1979 по червень 1982 року навчався в очній аспірантурі Одеського гідрометеорологічного інституту. З липня 1982 по серпень 1982 року працював старшим інженером-електронщиком ЕОМ Одеського гідрометеорологічного інституту.
З вересня 1982 року був призначений на посаду асистента кафедри теоретичної метеорології та метеорологічних прогнозів Одеського гідрометеорологічного інституту. У вересні 1985 року був обраний на посаду доцента кафедри теоретичної метеорології та метеорологічних прогнозів Одеського гідрометеорологічного інституту. З серпня 1990 року був призначений на посаду проректора з навчальної роботи Одеського гідрометеорологічного інституту, на якій пропрацював до грудня 1993 року.
У грудні 1993 року був призначений на посаду виконуючого обов'язки ректора, а з лютого 1994 року — обраний ректором Одеського гідрометеорологічного інституту. У серпні 2001 року у зв'язку зі створенням Одеського державного екологічного університету був обраний на посаду ректора університету, на якій працює по цей час. З вересня 2002 року по серпень 2015 року також виконував обов'язки завідувача кафедри фізики атмосфери та кліматології Одеського державного екологічного університету.

## Наукова діяльність
У 1982 році Степаненко С. М. захистив дисертацію на здобуття вченого ступеня кандидата географічних наук за спеціальністю «Метеорологія, кліматологія та агрометеорологія» в Одеському гідрометеорологічному інституті. Тема дисертаційної роботи «Количественные характеристики структуры планетарного пограничного слоя атмосферы и их использование при решении прикладных задач», а у 1999 році — дисертацію на здобуття вченого ступеня доктора фізико-математичних наук за спеціальністю 04.00.22 «Геофізика» в Інституті радіофізики та електроніки ім. О. Я. Усикова НАН України. Тема дисертаційної роботи «Динамика турбулентно-циркуляционных и диффузионных процессов в нижнем слое атмосферы над Украиной». У 2002 році він отримав вчене звання професора по кафедрі геофізичної гідродинаміки та теорії клімату.
Степаненко С. М. — автор понад 170 друкованих праць у галузях математичного моделювання внутрішньої структури примежового шару атмосфери та процесів переносу та дифузії шкідливих домішок у ньому, мезомасштабних атмосферних процесів, впливу змін клімату, а також проблем екологічної освіти та освіти в інтересах сталого розвитку. Серед них дві одноосібні монографії: «Динамика турбулентно-циркуляционных и диффузионных процессов в нижнем слое атмосферы над Украиной» (1998), «Математическое моделирование мезомасштабных процессов и явлений в атмосфере» (2001) та сім у співавторстві «Глобальне потепління і клімат України: регіональні екологічні та соціально-економічні аспекти» (2002), «Освіта для сталого розвитку: Національна доповідь» (2007), «Оцінка впливу кліматичних змін на галузі економіки України» (2011), «Оцінка впливу кліматичних змін на галузі економіки України» (2015), «Водний режим та гідроекологічні характеристики Куяльницького лиману» (2016 р.), «Кліматичні ризики функціонування галузей економіки України в умовах зміни клімату» (2018). Підготував одноосібно та у співавторстві 7 підручників та навчальних посібників з грифом Міністерства освіти і науки України, серед яких: «Геофізична гідродинаміка» (1999), «Лекции по мезометеорологии» (2001), «Метеорологія та кліматологія» (2008), «Використання програмного комплексу SCREEN-3 для оцінки стану забруднення атмосферного повітря» (2009), «Динаміка та моделювання клімату» (2013). Також є автором 2-х науково-популярних видань «Десятилетие ООН по образованию для устойчивого развития (2005—2014)» (2005) та «Причины обмеления Куяльницкого лимана и пути его спасения» (2013).
ORCID: https://orcid.org/0000-0002-6343-3968; Scopus Author ID: 7004891791; ResearcherID: ABH-4752-2020; GOOGLE Scholar: https://scholar.google.com.ua/citations?user=N1bFMEEAAAAJ
Степаненко С. М. очолює наукову школу з проблем моделювання метеорологічних процесів в нижньому шарі атмосфери, у складі якої три доктора наук та більше 20 кандидатів наук. Під його науковим керівництвом за останні 10 років виконано 8 науково-дослідних робіт за рахунок держбюджету та інших джерел фінансування. Він є головою спеціалізованої Вченої ради по захисту докторських дисертацій по спеціальностям 11.00.07 «Гідрологія та гідрохімія» і 11.00.09 «Метеорологія, кліматологія та агрометеорологія», а також членом редколегій спеціалізованого наукового видання «Український гідрометеорологічний журнал» та ще декілька наукових журналів. У останні роки він входив до складу наукових та організаційних комітетів декілька міжнародних конференцій. А також він брав участь з доповідями у багатьох міжнародних наукових конференціях та симпозіумах, в тому числі конференціях Європейського геофізичного товариства, міжнародних конференціях з питань охорони атмосферного повітря, Всесвітньої конференції зі змін клімату, засіданнях Робочої групи по атмосферному моніторингу Європейської економічної комісії ООН, Всесвітньому симпозіумі з питань метеорологічної освіти Всесвітньої метеорологічної організації тощо.
Є головою Українського метеорологічного та гідрологічного Товариства, а також співголовою Комітету по освіті та підготовці кадрів Міжнародної асоціації метеорологічної освіти і науки (2021 р.)
Брав участь у виконанні міжнародних проектів «Комплексне управління водними ресурсами і  прибережною зоною в Європейських лагунах в умовах змін клімату» (LAGOONS), FP7-ENV-2011 № 283157 (2011—2014 рр.); «Формування кваліфікаційних рамок у напрямі підготовки „Метеорологія“», 159352-TEMPUS-FI-TEMPUS-JPHES (2009—2013 рр.); «Система управління для навчальних програм, пов'язаних із вивченням навколишнього середовища», 511390-TEMPUS-1-2010-1-SK-TEMPUS-JPCR (2010—2014 рр.); «Рамка кваліфікацій у сфері наук про навколишнє середовище в українських університетах», 544524-TEMPUS-1-2013-1-PL-TEMPUS-SMHES (2013—2016 рр.); «Адаптивне навчальне середовище для забезпечення компетенцій в галузі впливу місцевих погодних умов, якості повітря та клімату на економіку та соціум — ECOIMPACT», 561975-EPP-1-2015-1-FI-EPPKA2-CBHE-JP; «Multilevel Local, Nation- and Regionwide Education and Training in Climate Services, Climate Change Adaptation and Mitigation», 619285-EPP-1-2020-1-FI-EPPKA2-CBHE-JP.

## Інша діяльність
З 2002 по 2015 рік очолював комісію з екології та охорони навколишнього середовища Науково-методичної Ради Міністерства освіти і науки України (до цього був головою комісії з напряму «Гідрометеорологія» НМР МОН України). З травня 2010 року був обраний головою Ради ректорів вищих навчальних закладів Одеського регіону. З 2011 року є заступником голови Південного наукового центру Національної академії наук та Міністерства освіти і науки України.
Степаненко С. М. брав активну участь у роботі міжнародної Комісії з освіти Всесвітньої метеорологічної організації ООН, був членом робочої групи по освіті в інтересах сталого розвитку Європейської економічної комісії ООН, науковим експертом Європейської наукової програми COST.
У січні 2008 року був обраний депутатом Одеської обласної ради, у березні 2009 року був обраний головою постійної комісії з екології, природокористування, надзвичайних ситуацій і ліквідації їх наслідків Одеської обласної Ради. У жовтні 2010 року був переобраний до складу Одеської обласної Ради по списку Народної партії. До серпня 2011 року був членом комісії з питань науки, освіти та молодіжної політики, а з серпня 2011 року — член комісії з екології, природокористування, надзвичайних ситуацій і ліквідації їх наслідків. У квітні 2013 року очолив депутатську групу «Куяльник» в обласній Ради, метою якої є сприяння виконанню регіональної Програми відновлення водних ресурсів Куяльницького лиману (2011) та розвитку територій, прилеглих до цього лиману.

## Відзнаки
Почесна Грамота Верховної Ради України «За особливі заслуги перед Українським народом» (2014 р.), Відмінник освіти України (2000 р.), Почесний працівник гідрометеорологічної служби України (2002 р.), Почесний працівник Міністерства України з питань надзвичайних ситуацій та у справах захисту населення від наслідків Чорнобильської катастрофи (2007 р.), Подяка Прем'єр-міністра України (2004 р.), медаль Міністерства оборони України «15 років Збройним Силам України» (2006 р.), Почесна відзнака Одеської обласної Ради (2002 р.), Почесна відзнака Одеської обласної державної адміністрації (2007 р.), Почесна відзнака Одеського міського Голови «За заслуги перед містом» (2002 р.), Почесна відзнака Одеського міського Голови «Знак пошани» (2009 р.), Почесний нагрудний знак начальника Генерального штабу — Головнокомандувача Збройних Сил України (2012 р.), Відзнака НАН України «За підготовку наукової зміни» (2021 р.).
Почесні Грамоти Міністерства освіти і науки України, Міністерства екології та природних ресурсів України, Міністерства України з питань надзвичайних ситуацій та у справах захисту населення від наслідків Чорнобильської катастрофи, Міністерства оборони України, Державного комітету України з водного господарства, Одеської обласної та міської Рад тощо. Лауреат почесної нагороди Ярослава Мудрого Академії наук вищої школи (2000 р.), почесний доктор Ужгородського національного університету (2009 р.) та Ізмаїльського державного гуманітарного університету (2021 р.).